# El-Jaish Sports Club
Al-Jaish Sports Club Doha (en árabe: نادي الجيش الرياضي‎) fue un equipo de fútbol de Catar que militó en la Liga de las Estrellas, la liga de fútbol más importante del país.

## Historia
Fue fundado en el año 2007 en la ciudad de Al-Rayyan de la capital Doha y es el equipo que representa a las Fuerzas Armadas de Catar en el fútbol.
Logró el ascenso a la Liga de las Estrellas en el año 2011 tras ganar la Primera División de Catar, y en su primera temporada terminó en la segunda posición, solamente por detrás del campeón Lekhwiya, obteniendo el boleto para su primera participación en un torneo internacional, la Liga de Campeones de la AFC 2013. 
En abril de 2017 se determinó que el club iba a fusionarse con el Lekhwiya SC al terminar la temporada 2016/17, y que para la temporada 2017/18 ambos equipos desaparecerían para crear a Al-Duhail SC.

## Palmarés

### Torneos nacionales (4)
- Segunda División de Catar (1): 2010-11
- Copa Príncipe de la Corona de Catar (2): 2013-14, 2015-16
- Copa de las Estrellas de Catar (1): 2012-13

- Subcampeón de la Liga de Catar (3): 2011-12, 2013-14, 2015-16
- Subcampeón de la Copa del Emir de Catar (1): 2014-15

## Participación en competiciones de la AFC
- Liga de Campeones de la AFC: 2 apariciones

2012 - Segunda ronda
2014 - Fase de grupos

## Clubes asociados
- FC Schalke 04[2]

## Gerencia
- Director Ejecutivo:  Dr. Thani Abdulrahman Al Kuwari
- Gerente de Mercadeo y Contaduría:  Mubarak Rashid Al Sulaiti
- Gerente Deportivo:  Yousuf Bakhit Al Kuwari
- Gerente de Publicidad:  Amer Abdulrahman Al Kaabi
- Gerente Financiero:  Hassan Nasser Al Otaibi
- Coordinador de Fútbol:  Leonardo Vitorino

## Acontecimientos recientes
- Christian "Chucho" Benítez. (Quito, Ecuador, 1 de mayo de 1986 - Doha, Catar, 29 de julio de 2013) fue un futbolista ecuatoriano, que jugaba en la posición de delantero. Su último club fue el El Jaish SC de Catar. Benítez falleció a los 27 años, luego de sufrir un paro cardiorrespiratorio el 29 de julio de 2013, mientras se encontraba en su casa en Doha, Catar, país donde se había trasladado hacía veintidós días tras firmar con el club local El Jaish SC.El jugador fue atendido en un hospital tras sufrir un fuerte dolor en el estómago. Minutos después, le ayudaron por un dolor en el corazón, pero falleció. Posteriormente al suceso, familiares aseguraron a los medios que no recibió atención médica de inmediato. El 30 de julio, trascendió que la verdadera causa de la muerte del futbolista fue una peritonitis mal atendida, lo que le produjo la crisis cardíaca causante de su muerte. Mediante distintos medios (principalmente vía Twitter), muchos mostraron su malestar, condolencias y apoyo por el fallecimiento de Christian Benítez. Personalidades tan diversas como el presidente de Ecuador Rafael Correa, el de México Enrique Peña Nieto, el de la FIFA Joseph Blatter, futbolistas internacionales como Andrés Iniesta, Iker Casillas, Sergio Agüero, Mario Balotelli, Rio Ferdinand, Radamel Falcao, entre muchos otros jugadores de fama mundial, de igual manera Antonio Valencia, Pedro Quiñónez, Gabriel Achilier, Felipe Caicedo y todos sus amigos y compañeros de selección, así como también los cinco clubes donde jugó, los clubes de Ecuador, los clubes de México, sus excompañeros y una infinidad más de instituciones, entidades, organizaciones, medios de comunicación, personas públicas, y aficionados al fútbol.

## Entrenadores

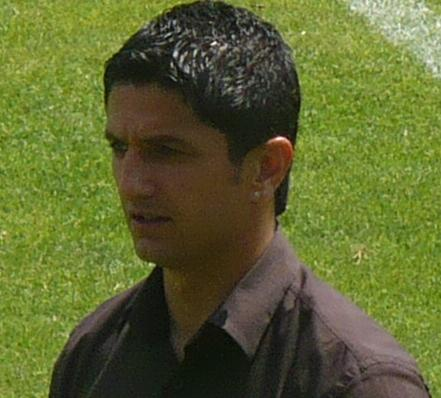
Răzvan Lucescu entrenó a El Jaish SC de 2012 a 2014.

| Periodo                       | Entrenador             | Asistente         |
| ----------------------------- | ---------------------- | ----------------- |
| Julio 2007 – mayo de 2011     | Mohammed Ammari        | Yousuf Al-Nobi    |
| Junio de 2011 – mayo de 2012  | Péricles Chamusca      | Marcello Chamusca |
| Junio de 2012 – enero de 2014 | Răzvan Lucescu         | Mihai Stoica      |
| Enero de 2014                 | Yousef Adam (interino) | Yousef Al Nobi    |
| Nabil Maâloul                 | Lassaad Chabbi         |                   |